# Scaphyglottis minutiflora
Scaphyglottis minutiflora là một loài thực vật có hoa trong họ Lan. Loài này được Ames & Correll miêu tả khoa học đầu tiên năm 1942.